# تحدث (رواية أندرسون)
تحدث هي رواية شبابية نُشرت عام 1999 من تأليف لوري هالس أندرسون تحكي قصة الطالبة الجديدة في المدرسة ميليندا سوردينو الثانوية.   بعد اغتصاب ميليندا في حفلة نهاية الصيف، اتصلت بالشرطة التي فضت الحفلة. تتعرض ميليندا للنبذ بعد ذلك من قبل أقرانها لأنها لا تخبرهم عن سبب اتصالها بالشرطة.   غير قادرة على نطق بما حدث تتوقفت ميليندا تقريبًا عن التحدث تمامًا،  مُعبرة عن صوتها من خلال الفن الذي تنتجه في فصل السيد فريمان.   يساعد هذا التعبير ميليندا ببطء على الاعتراف بما حدث ومواجهة مشاكلها وإعادة تكوين هويتها.  
تُعتبر تحدث رواية مشكلة أو رواية صدمة.  قصة ميليندا مكتوبة في شكل مذكرات، وتتكون من حبكة غير خطية وسرد متقلب يحاكي الصدمة التي تعرضت لها.   بالإضافة إلى ذلك، يستخدم أندرسون رمزية التناص في السرد، متضمنًا صور القصص الخيالية، مثل الحرف القرمزي لهوثورن، والمؤلفة مايا أنجيلو لتمثيل صدمة ميليندا بشكل أكبر. 
استندت الرواية إلى تجربة أندرسون الشخصية في تعرضها للاغتصاب عندما كانت مراهقة والصدمة التي واجهتها. 
حصلت الرواية منذ نشرها على العديد من الجوائز، وتُرجمت إلى ستة عشر لغة.  ومع ذلك واجهت الكتاب الرقابة بسبب محتواه المخصص للبالغين.  في عام 2004، أخرجت جيسيكا شارزر فيلم مُقتبس من الرواية مع بطولة كريستين ستيوارت في دور ميليندا. 
تحدث: الرواية المصورة التي رسمتها إميلي كارول، نُشرت بواسطة فارار وستراوس وجيرو في 6 فبراير 2018.  أُصدرت نسخة الذكرى العشرين للرواية التي تحتوي على محتوى إضافي في عام 2019 جنبًا إلى جنب مع مذكرات المؤلفة صراخ . 

## الملخص
في الصيف الذي يسبق سنتها الأولى في المدرسة الثانوية، تلتقي ميليندا سوردينو بآندي إيفانز في حفلة بالمدرسة الثانوية وهو طالب أكبر منها، والذي يغتصبها وهي في حالة سكر. تتصل ميليندا على الفور برقم 911 ، لكن صدمتها تجعلها غير قادرة على التحدث وتهرب للعودة إلى المنزل. وصلت الشرطة وفضت الحفلة واعتقلت عدة أشخاص. عندما ينتشر خبر أن ميليندا اتصلت بالشرطة، تصبح منبوذة من أقرانها ويتخلى عنها أصدقاؤها.
أصبحت ميليندا صديقة لهيذر، وهي فتاة جديدة في المدرسة من ولاية أوهايو. ومع ذلك بمجرد أن تعرف هيذر أن ميليندا منبوذة، تخلت عنها من أجل مارثا، وهي مجموعة من الفتيات اللواتي يبدون طيبات ومنفتحات ولكنهن في الواقع أنانيات وقاسيات. مع تفاقم اكتئاب ميليندا تبدأ في التغيب عن المدرسة والانسحاب من والديها البعيدين (والمهملين إلى حد ما) والجميع، الذين يرون انعزالها بمثابة صرخة لجذب الانتباه. تصادق ببطء شريكها في المختبر ديفيد بيتراكيس الذي يشجعها على التحدث عن نفسها.
تستجمع ميليندا شجاعتها لتخبر صديقتها المفضلة السابقة راشيل، التي كانت تواعد آندي، عما حدث في الحفلة. بينما لم تصدق راشيل في البداية ميليندا، أدركت أن هذه هي الحقيقة في ليلة الحفلة الراقصة بعد أن لمسها آندي. غاضبًا من ميليندا لفضحه يهاجم آندي ميليندا في خزانة البواب المهجورة. تقاوم ميليندا آندي مما يجذب انتباه زملائها الطلاب. عندما تنتشر الأخبار عن اعتداءات آندي على ميليندا، لم يعد الطلاب يعاملونها على أنها منبوذة بل على أنها بطلة. أخيرًا تستعيد ميليندا صوتها وتحكي قصتها لمعلم الفنون.

## أسلوب السرد
رواية تحدث مكتوب للشباب وطلاب المدارس المتوسطة/الثانوية. صُنفت على أنها رواية اجتماعية وهي تتمحور حول شخصية تكتسب القوة للتغلب على الصدمة التي تعرضت لها.   يزعج الاغتصاب ميليندا وهي تكافح من أجل الرغبة في قمع ذكرى الحدث، بينما ترغب في الوقت نفسه في التحدث عنه.  تسمي باربرا تانر سميث أستاذة اللغة الإنجليزية في كلية نوكس الرواية بسرد الصدمة، حيث تسمح الرواية للقراء بالتعرف على صراعات ميليندا.  تعتبر أستاذة دراسات الكتابة والبلاغة بجامعة هوفسترا ليزا ديتورا أن تحدث رواية عن بلوغ سن الرشد مستشهدة بسعي ميليندا للمطالبة بالصوت والهوية.  تصف بوكليس تحدث بأنها رواية تمكين.  وفقًا للمؤلف كريس ماكجي فإن ميليندا أكثر من مجرد ضحية.  تكتسب ميليندا القوة من الصمت بقدر ما تكتسب من التحدث.  يعتبر ماكجي تحدث رواية اعترافية. الكبار في حياة ميليندا يطلبون منها باستمرار "اعترافًا".  وبالمثل، يرى المؤلف والأستاذ بجامعة ولاية فلوريدا دون لاثام أن تحدث هي قصة للإفصاح عن الميول المثلية.  وهو يدعي أن ميليندا تستخدم خزانة حرفية ومجازية لإخفاء تعرضها للاغتصاب والتغلب عليه. 

## الموضوع
أحد موضوعات الرواية هو العثور على صوت المرء.  والآخر عن الهوية.  يمكن أيضًا النظر إلى القصة على أنها تتحدث علنًا ضد العنف والإيذاء .  تشعر ميليندا بالذنب على الرغم من أنها كانت ضحية اعتداء جنسي. ومع ذلك من خلال رؤية ضحايا آخرين، مثل راشيل، أصبحت ميليندا قادرة على التحدث.  يرى البعض أن رواية تحدث بمثابة قصة تعافي.   وفقًا لاثام، فإن كتابة/سرد قصتها له تأثير علاجي على ميليندا، مما يسمح لها بإعادة إنشاء نفسها. 

### اضطراب ما بعد الصدمة
أحد التفسيرات لسلوك ميليندا هو أنه من أعراض اضطراب ما بعد الصدمة (PTSD) نتيجة لاغتصابها.   مثل الناجين الآخرين من الصدمات، فإن رغبة ميليندا في إنكار ما حدث وإعلانه تنتج أعراضًا تجذب الانتباه وتشتت الانتباه.  يعرّف كل من دون لاثام وليزا ديتورا اضطراب ما بعد الصدمة لدى ميليندا في سياق الفئات الثلاث لأعراض اضطراب ما بعد الصدمة الكلاسيكية التي ذكرتها جوديث هيرمان: فرط الإثارة و التطفل و الانقباض.   تُظهر ميليندا فرط الإثارة في حذرها من الخطر المحتمل.   لم تذهب ميليندا إلى منزل ديفيد بعد مباراة كرة السلة لأنها تخشى مما قد يحدث.   تم تصوير التطفل في تسبب الاغتصاب اضطراب لوعي ميليندا.  تحاول أن تنسى الحدث، لكن الذكريات تعود إلى الظهور في ذهنها.  يتجلى الانقباض في صمت ميليندا وانسحابها من المجتمع.  ينظر لاثام إلى تعافي ميليندا البطيء باعتباره أمرًا غريبًا في انحرافه عن العلاج الطبيعي للصدمة.  يأتي تعافي ميليندا نتيجة لجهودها الخاصة دون مساعدة مهنية.  علاوة على ذلك، يشير ديتورا إلى العلاقة بين الصدمة وما لا يوصف. 

## وجهة نظر
تحدث عبارة عن رواية بضمير المتكلم تشبه المذكرات. مكتوب بصوت ميليندا سوردينو، ويحتوي على قوائم وعناوين فرعية ومسافات بين الفقرات وحوار يشبه النص. الأسلوب المجزأ يحاكي صدمة ميليندا.   الجمل المتقطعة والمساحات الفارغة على الصفحات تتعلق بسحر ميليندا بالتكعيبية.  وفقًا لكريس ماكجي وديتورا، فإن أسلوب كتابة أندرسون يسمح للقارئ برؤية كيف تكافح ميليندا من أجل إنتاج السرد القياسي والمتماسك المتوقع في رواية للمراهقين.   تكرر رواية ميليندا المشتتة فكرة أن لا أحد يريد حقًا سماع ما تريد قوله.  تقول باربرا تانرت سميث في مقالتها مثل الوقوع في كتاب قصصي:
من خلال تعطيل الحاضر من خلال ذكريات الماضي، تُوضح أندرسون أيضًا بنية الصدمة.  تُنظم أندرسون الحبكة حول الأرباع الأربعة من السنة الأولى لميليندا، وتبدأ القصة في منتصف صراع ميليندا.  قامت أندرسون بتركيب حبكة الصدمة المجزأة على هذا السرد الخطي للمدرسة الثانوية، مما جعل السرد أكثر واقعية. 

## رمزية ومعنى أكبر
الرواية بأكملها تمثل صدمة ميليندا وتعافيها بشكل رمزي.  تشير باربرا تانرت سميث إلى رواية تحدث على أنها "حكاية خرافية تنقيحية لما بعد الحداثة" لاستخدامها لصور القصص الخيالية.  إنها ترى أن مدرسة ميري ويذر الثانوية هي المجال المثالي للحكايات الخيالية، حيث تتميز بشخصيات يمكن تصنيفها بسهولة - أم ساحرة وأفضل صديق متغير الشكل ومغتصب وحشي.  تعتبر المرايا من أدوات القصص الخيالية التقليدية والتي تُشير إلى صراع ميليندا مع هويتها المُمزقة.   بعد تعرضها للاغتصاب، لم تتعرف ميليندا على نفسها في صورتها. تشعر ميليندا بالاشمئزاز عندما ترى نفسها في المرايا وتتجنب النظر إليها. وفقًا لدون لاثام، فإن نفور ميليندا من صورتها يوضح الاعتراف بهويتها المجزأة.  في الواقع، المرآة الوحيدة التي تستطيع ميليندا "رؤية نفسها فيها" هي المرآة الثلاثية الموجودة في غرفة تبديل الملابس.   بدلاً من إعطاء وهم الذات الموحدة تعكس المرآة ثلاثية الاتجاهات نفس ميليندا المحطمة.   وبالمثل فإن ميليندا مفتونة بالتكعيبية لأنها تمثل ما وراء السطح.   تستخدم ميليندا الفن للتعبير عن صوتها. توضح أعمالها الفنية بعد الصدمة ألمها.  ترمز الأشجار إلى نمو ميليندا.  جدران خزانة ميليندا مغطاة برسومات شجرتها، مما يخلق غابة مجازية تختبئ فيها من تجربة الصدمة التي تعرضت لها.  بالنسبة الى دون لاثام، ترمز الخزانات في القصة إلى استراتيجيات التكيف التي تتبعها ميليندا.  تستخدم ميليندا الخزانة لإخفاء الحقيقة. 
تدمج أندرسون نصوصًا تمهيدية تشبه تجربة ميليندا.  في القصة يُدرس في فصل اللغة الإنجليزية لميليندا رواية الحرف القرمزي لناثانيال هوثورن، والتي تتميز بصور مماثلة للحكايات الخيالية.  تعيش هيستر برين بطل الرواية المنبوذة مثل ميليندا في كوخ على حافة الغابة. كوخ هيستر يُشبه خزانة ميليندا.  بالنسبة لكلتا المرأتين تمثل عزلة الغابة مساحة تتجاوز المطالب الاجتماعية.  يحاكي فك رموز رمزية هوثورن العملية التي يواجهها قراء رواية ميليندا.  وبالمثل، تربط أندرسون بين صدمة ميليندا وصدمة مايا أنجيلو مؤلفة كتاب أعرف لماذا يغني الطائر الحبيس . تضع ميليندا ملصقًا لأنجيلو في خزانتها. إنها معجبة بأنجيلو لأن روايتها مُنعت من قبل مجلس إدارة المدرسة. كان كل من ميليندا وأنجيلو منبوذتين.  ومثل ميليندا، تم إسكات أنجيلو بعد اغتصابها في طفولتها. 

## التكريمات والجوائز
تُعتبر رواية تحدث أحد أكثر الكتب مبيعًا في صحيفة نيويورك تايمز.   حصلت الرواية على العديد من الجوائز والأوسمة، بما في ذلك جائزة مايكل برينتز الشرفية لعام 2000 من جمعية المكتبات الأمريكية  وجائزة الطائرة الورقية الذهبية لعام 2000. اُختيرت أيضًا كأفضل كتاب للشباب البالغين لعام 2000 من ألا .   كما أنها نالت استحسان النقاد لتصويرها للصدمة الناجمة عن الاغتصاب.  تعتقد باربرا تانرت سميث مؤلفة كتاب مثل الوقوع في كتاب قصص: الصدمة والتكرار بين النصوص في حديث لوري هالس أندرسون، أن قدرة القصة على التحدث بلغة القارئ هي التي أدت إلى نجاحها التجاري.  تقول مجلة بابليشرز ويكلي إن "الواقعية الجريئة الشاملة للرواية والتحول الذي حققته ميليندا بشق الأنفس ستترك القراء متأثرين ومُلهمين.  يصفها نيد فيزيني من صحيفة نيويورك تايمز بأنها "مختلفة"، صورة واقعية للغاية للعنف الجنسي في المدرسة الثانوية".  يصف المؤلف دون لاثام رواية تحدث بأنها "مؤلمة وذكية وكوميديا مظلمة". 

### الجوائز
حصلت الرواية على العديد من الجوائز والأوسمة، منها:
- 1999 نهائي جائزة الكتاب الوطني [25]
- 1999 كتاب الشريط الأزرق بي سي سي بي [26]
- 2000 جائزة SCBWI للطائرة الورقية الذهبية للرواية [27]
- 2000 ضجة كتاب القرن أفضل كتاب لهذا العام [28]
- 2000 ألا أفضل الكتب للشباب [29]
- كتاب الشرف لعام 2000 من برنتز [30]
- أفضل عشرة كتب لعام 2000 للشباب [31]
- 2000 اختيار سريع للرواية للقراء الشباب البالغين المترددين [32]
- 2000 جائزة إدغار آلان بو لأفضل شاب بالغ [33]
- 2001 نيويورك تايمز أفضل الكتب مبيعا للأطفال [34]
- 2005 نيويورك تايمز غلاف عادي الأطفال الأكثر مبيعا [35]

### الرقابة
أدى موضوع الرواية الصعب إلى الرقابة على الرواية.  يحتل رواية تحدث المرتبة 60 في قائمة ألا لأفضل 100 كتاب محظور للفترة 2000-2009  والمرتبة 25 للفترة 2010-2019.  في عام 2020، صُنفت الرواية على أنها رابع أكثر الكتب المحظورة في الولايات المتحدة "لأنه كان يُعتقد أنها تحتوي على وجهة نظر سياسية وزُعم أنها متحيزة ضد الطلاب الذكور، ولأن الرواية تضمنت الاغتصاب والألفاظ النابية". 
في سبتمبر 2010، كتب ويسلي سكروجينز الأستاذ في جامعة ولاية ميسوري مقالًا بعنوان "الكُتب القذرة المُهينة للتعليم الجمهوري"، يقول فيه أن رواية تحدت بالإضافة إلى رواية المسلخ الخامس وعشرين فتى الصيف، يجب حظرهما بسبب "تعريض الأطفال لخطر الانحلال الأخلاقي.  كما يقول سكروجينز يجب تصنيفه الرواية على أنها مواد إباحية ناعمة، ومنه إزالتها من مناهج اللغة الإنجليزية في المدارس الثانوية.  في ببليوغرافيا 2010-2011، الكتب التي تم تحديها أو حظرها، تُدرج النشرة الإخبارية للحرية الفكريةتحدث على أنها قدمت شكاوي ضدها في مدارس ولاية ميسوري بسبب "المواد الإباحية الناعمة وتمجيد الشرب والسب والجنس قبل الزواج". 
في الإصدار البلاتيني لعام 2006 من رواية تحدث تحدثت لوري هالس أندرسون ضد الرقابة على كتب أندرسون على مدونتها:
في دراستها العلمية لوري هالس أندرسون : التحدث بألسنة ، تقول ويندي ج. جلين أن رواية تحدث "لقد ولّدت استجابة أكاديمية أكثر من أي رواية أخرى كتبتها أندرسون".  على الرغم من التردد في تدريس رواية ذات موضوع ناضج يقوم مدرسو اللغة الإنجليزية بتدريس تحدث في الفصل الدراسي كدراسة للتحليل الأدبي، بالإضافة إلى أداة لتعليم الطلاب حول التحرش الجنسي.  تمنح الرواية الفرصة للطلاب للحديث عن العديد من قضايا المراهقين، بما في ذلك: الزمر المدرسية والجنس والعلاقات الأبوية.  وعن تدريس تحدث في الفصول الدراسية يقول جاكت "لدينا الفرصة كمدرسين للغة الإنجليزية لإحداث تأثير إيجابي هائل على حياة الطلاب. إن امتلاك الشجاعة لمناقشة المشكلات الموجودة في رواية تحدث هو إحدى الطرق للقيام بذلك".  من خلال التعرف على مكافحة ميليندا، قد يجد الطلاب أصواتهم الخاصة ويتعلمون كيفية التعامل مع الصدمات والمصاعب.  وفقًا لجانيت ألسوب، فإن تدريس تحدث في الفصل الدراسي يمكن أن يساعد الطلاب على أن يصبحوا أكثر معرفة بالقراءة والكتابة النقدية.  قد لا يشعر الطلاب بالارتياح عند التحدث عن تجاربهم الخاصة، لكنهم على استعداد للحديث عما يحدث لميليندا.  تقول إيلين أوكوين أن الكُتب مثل تحدث تسمح للطلاب باستكشاف الحوار الداخلي.  تُوفر الرواية منفذًا للطلاب للتفكير بشكل نقدي في عالمهم. 

## الروابط الخارجية
- مدونة لوري هالس أندرسون